# アントン・コーリグ
アントン・コーリグ（ドイツ語: Anton Kolig, 1886年7月1日 - 1950年5月17日）はオーストリアの画家である。

## 略歴
オーストリア＝ハンガリー帝国のノイティチャイン（現在のチェコ、モラヴィア・スレスコ州ノヴィ・イーチン)で生まれた。父親は装飾画家で、アントン・コーリグは1904年から、オスカー・ココシュカ(1886-1980)と共にウィーンの工芸学校で学んだ後、1907年からウィーン美術アカデミーで、ハインリヒ・レフラーやルドルフ・バッヒャー、アロイス・デルーク(Alois Delug)らに学んだ。
1911年に結婚し、その年の作品で批評家の注目を集め、グスタフ・クリムト(1862-1918)やカール・モース(Carl Moos:1878-1959)といった画家に勧められて、1912年に奨学金を得て妻とフランスへ留学した。パリのルーブル美術館などで修行した。1914年にマルセイユにいた時、第一次世界大戦が始まったニュースを知り、コーリクはイタリア経由でオーストリアに帰国した。1916年にオーストラリア陸軍に入隊し、イタリア戦線に配属された後、ウィーンに戻り戦争画を描いた。
第一次世界大戦後、将軍の肖像画などで1925年と1926年に国家賞(Österreichischer Staatspreis für Malerei)を受賞し、1928年にプラハとシュトゥットガルトの美術学校から教師になることを求められ、シュトゥットガルトを選んだ。ナチスが権力を握った後、コーリクの作品も「退廃芸術」に指定されるが、1943年までシュトゥットガルトで教えた。1943年に退職しオーストリア、ケルンテン州のネッチュ・イム・ガイルタルに引退するが、そこで1944年12月に空襲を受け、多くの作品は失われ、負傷した。
1950年にネッチュ・イム・ガイルタルで没した。
孫のコルネーリウス・コーリグ（Cornelius Kolig: 1942年生まれ）もアーティストになった。

## 作品

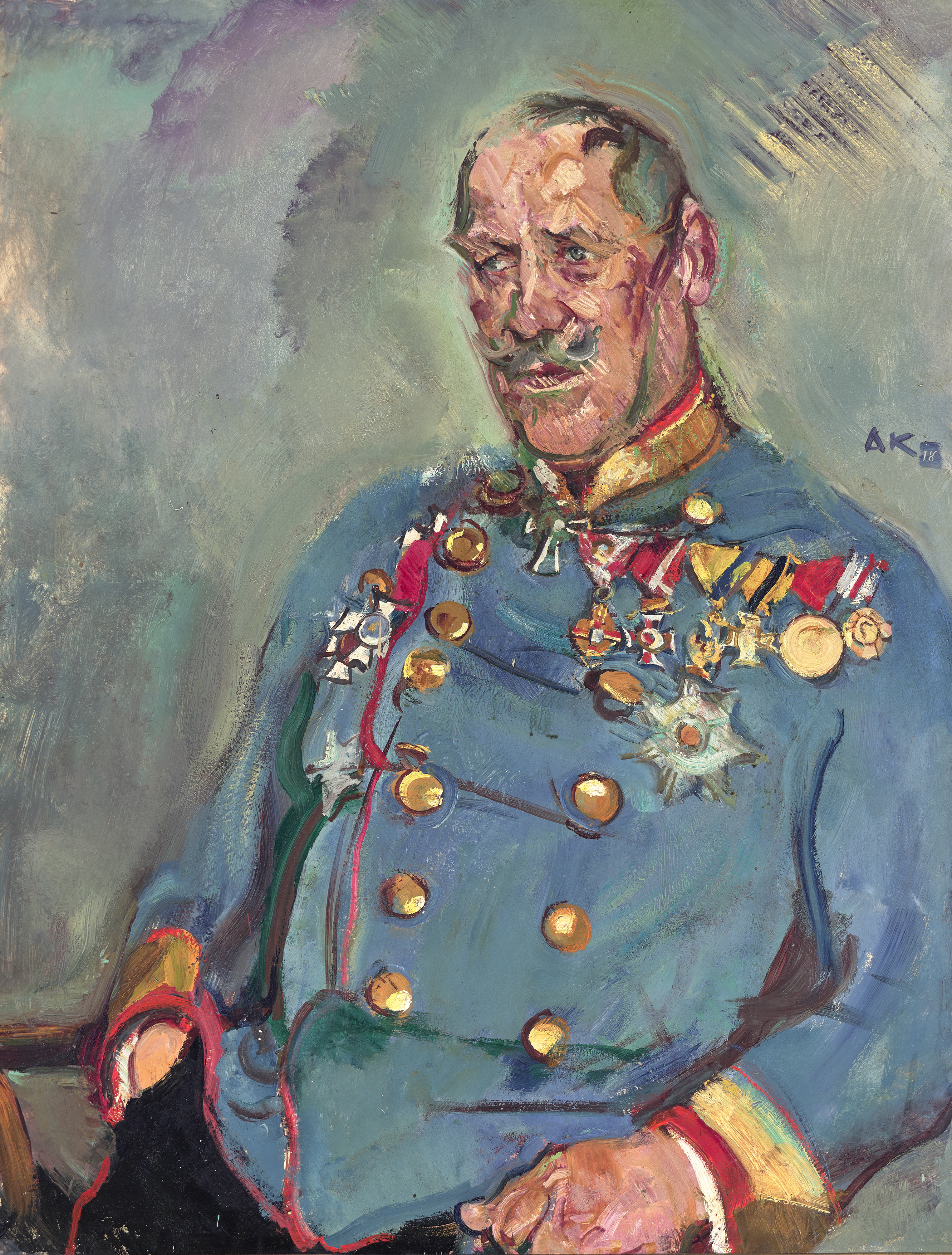
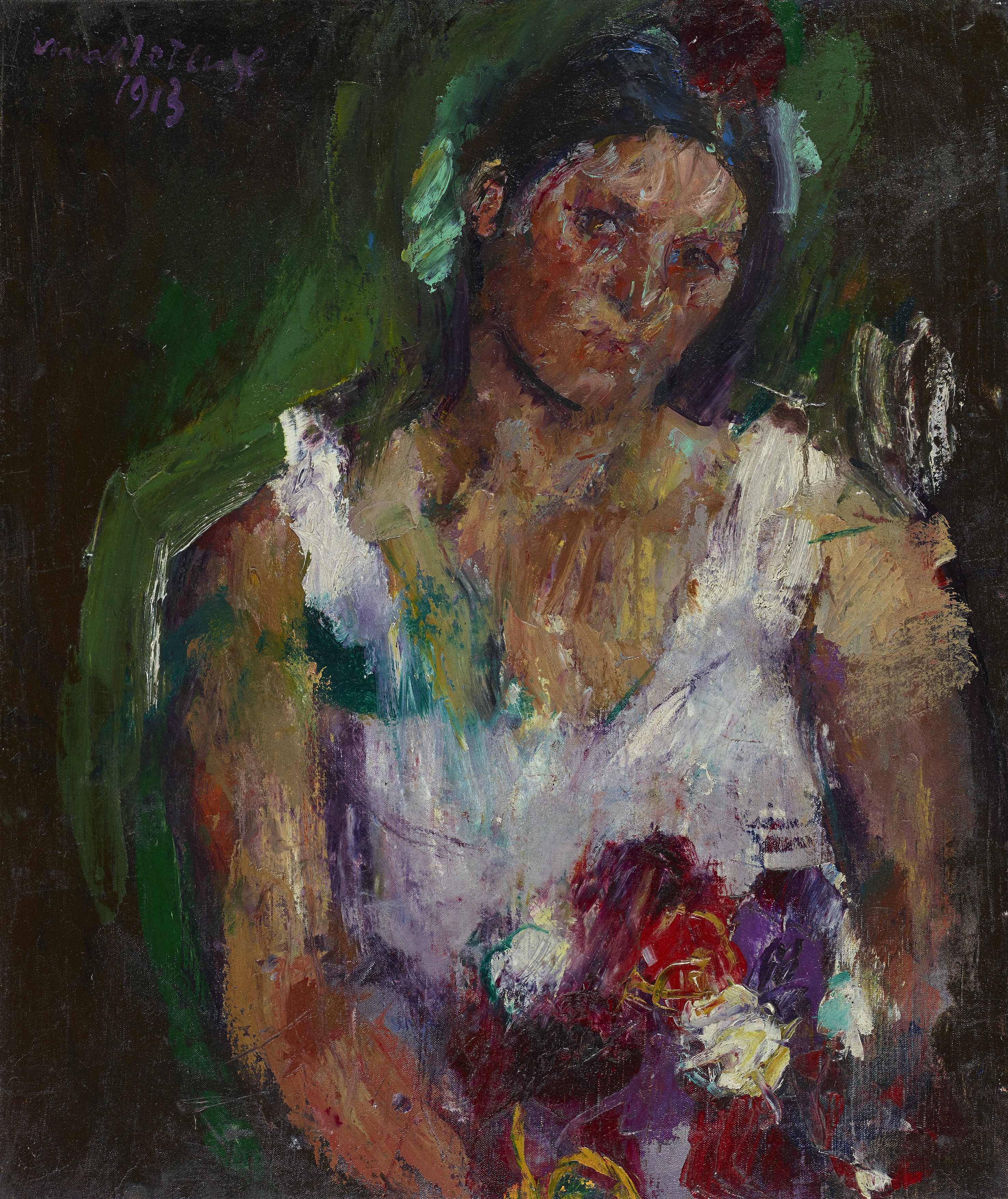
花を持つ画家の妻 (1913)
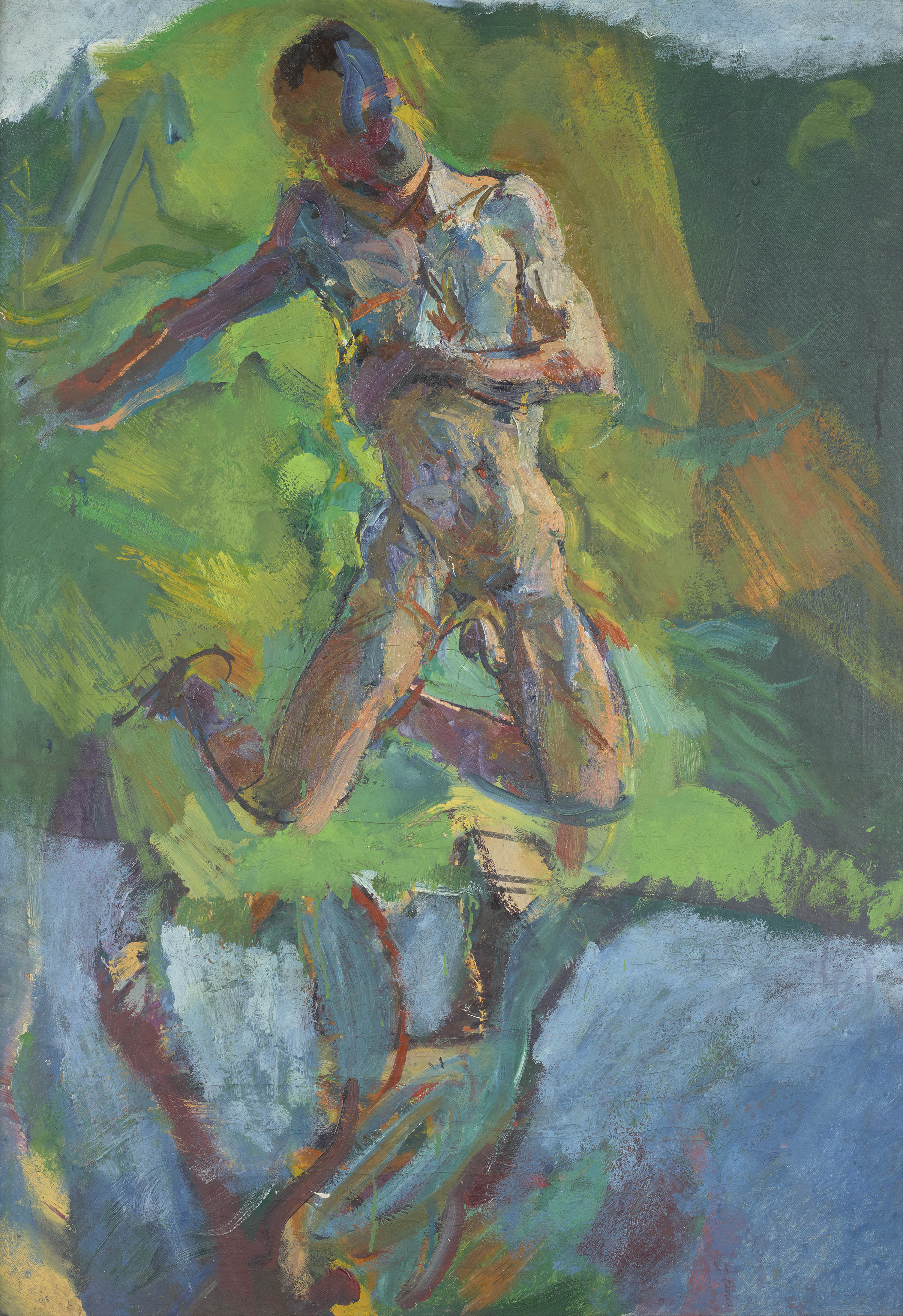
跪くナルシス (1920)、オーストリア・ギャラリー
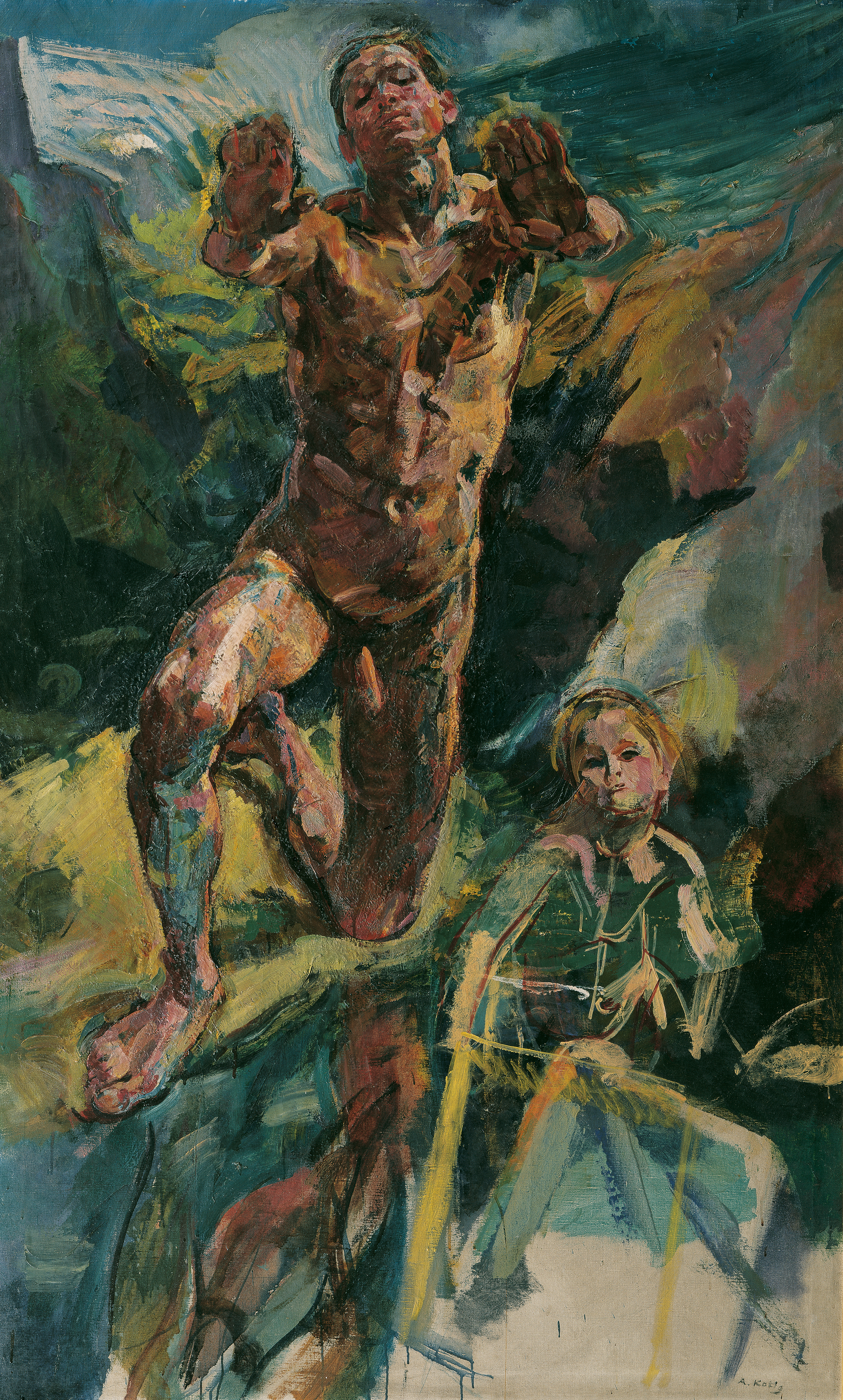
あこがれ(Sehnsucht)

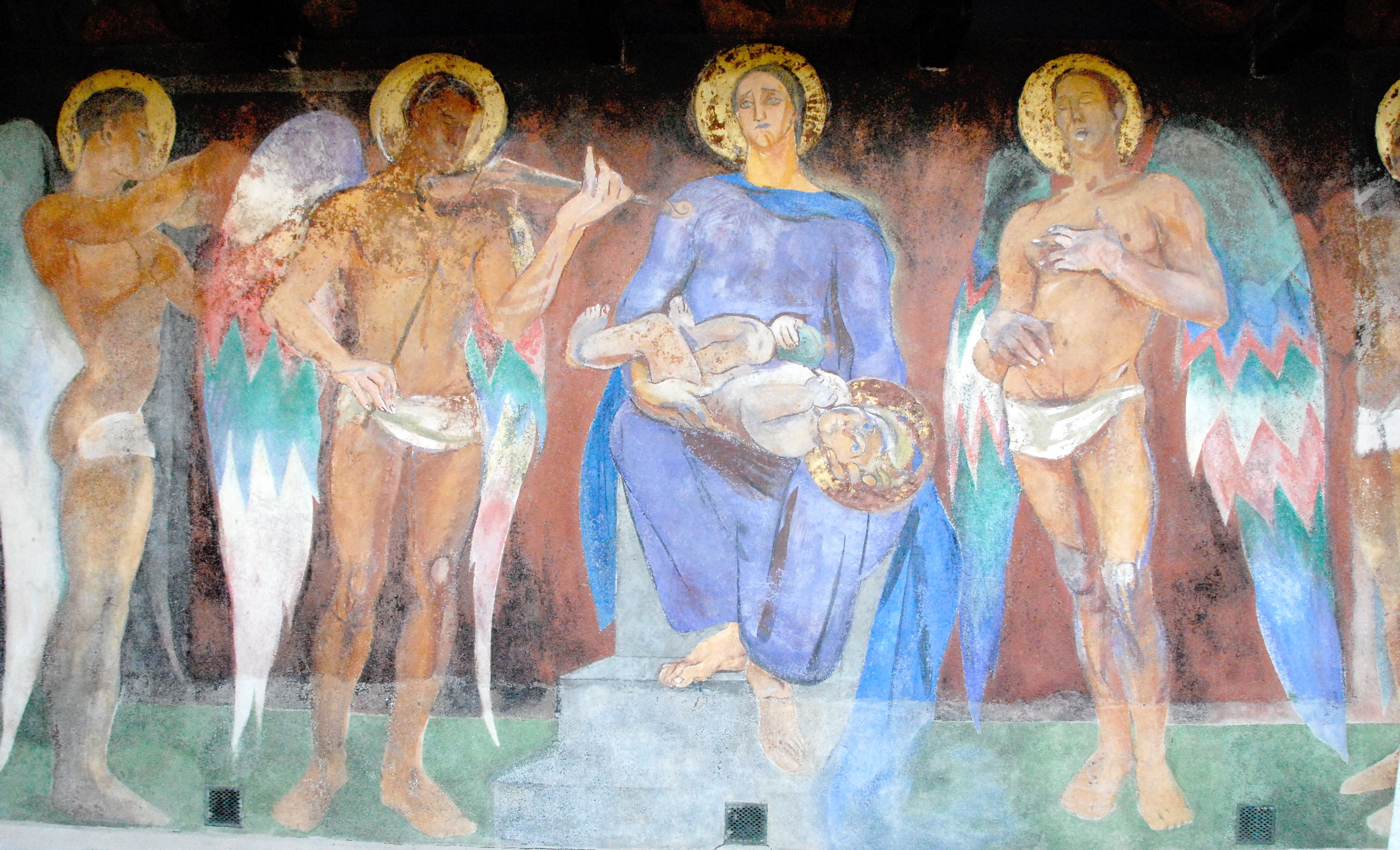
聖母子、壁画
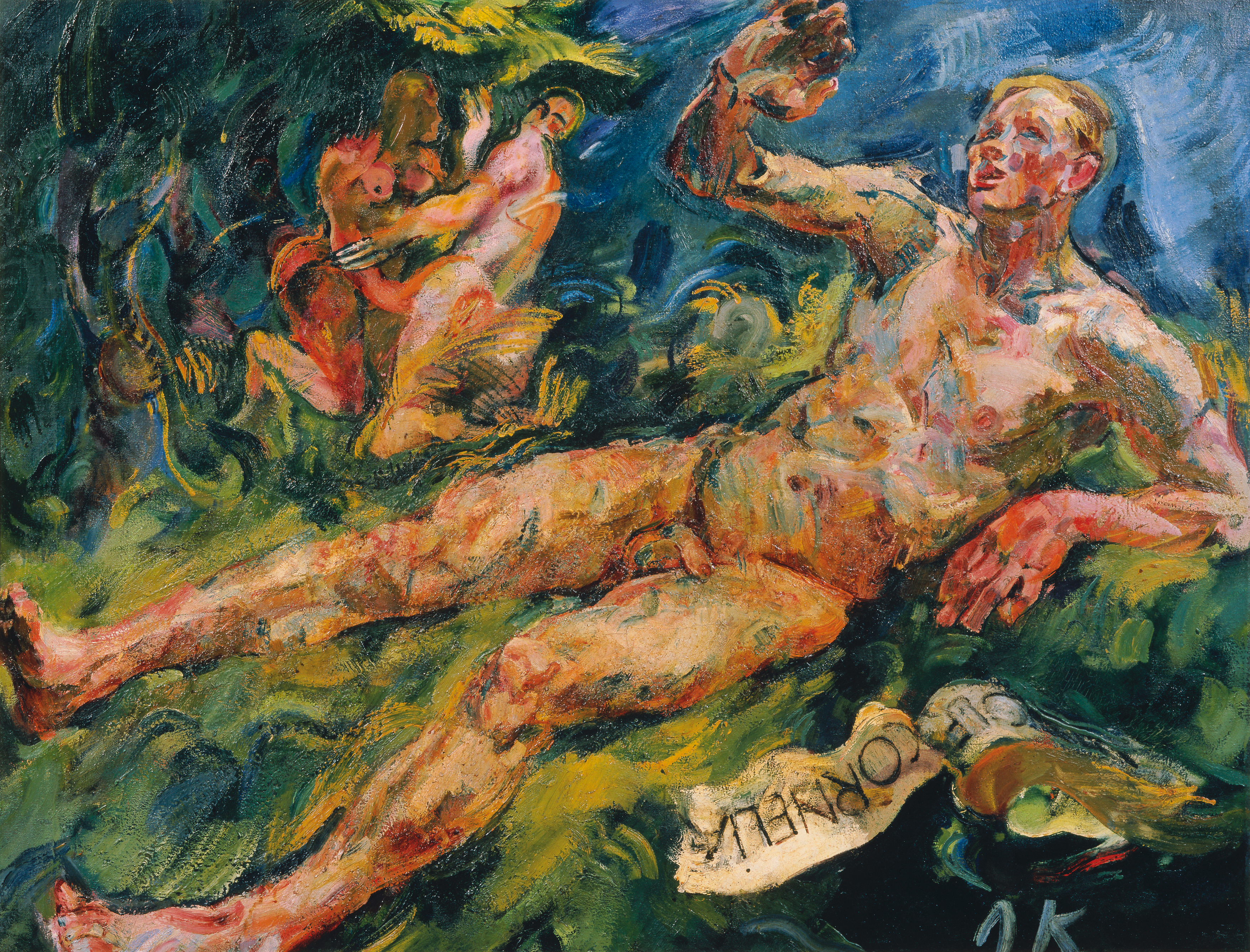
嘆き(Klage) (1920)、オーストリア・ギャラリー
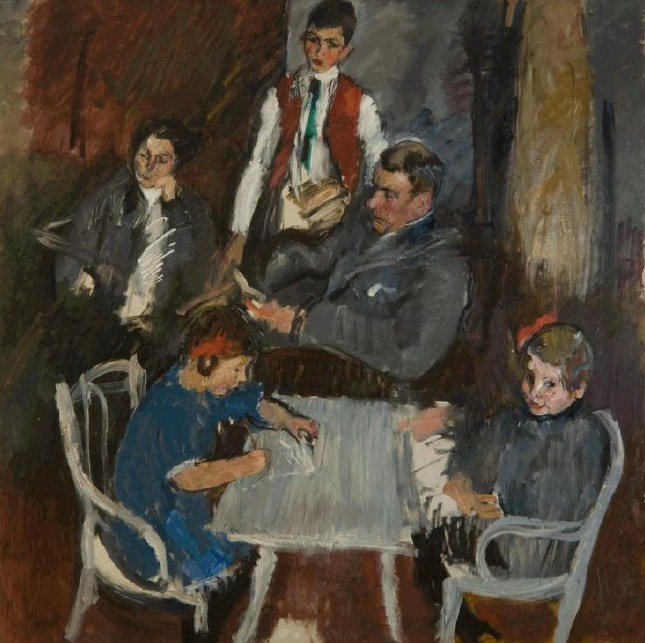
シャウカル家の人々の肖像画